# Friedrich Baethgen (théologien)
Ne doit pas être confondu avec Friedrich Baethgen (historien).
Friedrich Wilhelm Adolf Baethgen (né le 10 janvier 1849 à Lachem et mort le 5 septembre 1905 à Rohrbach) est un théologien protestant prussien (érudit de l'Ancien Testament) et orientaliste.

## Biographie
Fils de Christoph Friedrich Julius Wilhelm Baethgen (mort en 1862 à Altona), pasteur à Lachem, et de son épouse Sophie Marie, née Messerschmidt, éduqué d'abord enseigné par son père, puis étudie au lycée d'Altona (de) jusqu'en 1870. À Pâques de la même année, il entreprend des études de théologie et d'études orientales anciennes à l'université de Göttingen, qu'il interrompt bientôt en raison de sa participation à la guerre franco-prussienne. Après son retour de France, il poursuit ses études à Göttingen et à Kiel, où il passe son premier examen théologique en 1873. Il se rend ensuite en Courlande comme précepteur pendant environ trois ans. À l'automne 1876, il termine son examen théologique à Kiel. Le 1er janvier 1877, il est admis au séminaire de la cathédrale royale (de) de Berlin et prend en charge le 1er août 1877 le seniorat de la maison Melanchthon. À l'automne 1877, il obtient le diplôme de licence en théologie à Kiel. Après son habilitation à Kiel en 1878, il y devient maître de conférences privé pour l'Ancien Testament. Le 24 décembre 1878, il obtient le titre de docteur en philosophie à l'université de Leipzig. En 1881, il est ordonné à Kiel et est Adjunktus Ministerii jusqu'en juillet 1884. En avril 1884, il est nommé professeur associé à la faculté de théologie de l'Université de Kiel.
En 1888, il reçoit une chaire extraordinaire à l'Université de Halle. Il devient professeur titulaire à l'Université de Greifswald en 1889. Là, il est membre du Consistoire de la province de Poméranie (de). En 1895, il est nommé professeur titulaire à l'Université Frédéric-Guillaume de Berlin.
Baethgen est membre de la Société orientale allemande.
L'historien Friedrich Baethgen (1890–1972) est né de son mariage avec Molly Schmidt.

## Travaux (sélection)
- Sindban oder die sieben Weisen Meister. Syrisch und Deutsch. Leipzig 1878.
- Beiträge zur semitischen Religionsgeschichte. Der Gott Israels und die Götter der Heiden. Berlin 1888.
- Hiob. Deutsch mit kurzen Anmerkungen für Ungelehrte. Göttingen 1898.
- Die Psalmen. Göttingen 1904.